# Kolumbijská hokejová reprezentace
Kolumbijská hokejová reprezentace je národní hokejové mužstvo Kolumbie. Lední hokej v Kolumbii řídí Federación Colombiana de Hockey Sobre Hielo Kolumbie je přidružený člen IIHF Mezinárodní federace ledního hokeje od 26. září 2019 a nemůže se proto účastnit mistrovství světa ani zimních olympijských her. Mužský národní tým debutoval na Panamerickém hokejovém turnaji 2014. O rok později na stejné akci debutovaly kolumbijské ženy.

## Mezistátní utkání Kolumbie
02.03.2014  Kolumbie 11:1 Argentina 
07.03.2014  Mexiko 11:2 Kolumbie 
08.03.2014  Kolumbie 14:0 Brazílie 
09.03.2014  Kolumbie 9:1 Argentina 
03.06.2015  Kolumbie 8:0 Argentina 
05.06.2015  Kolumbie 3:0 Brazílie 
06.06.2015  Kolumbie 6:5 Mexiko 